# Киран Трипијер
Киран Џон Трипијер (енгл. Kieran John Trippier; Бури, 19. септембар 1990) је енглески фудбалер који игра на позицији десног бека. Тренутно игра за Њукасл јунајтед и репрезентацију Енглеске.

## Највећи успеси

### Манчестер сити млади
- ФА куп млади (1) : 2007/08.

### Бернли
- Чемпионшип : вицепрвак 2013/14. (промоција у Премијер лигу)

### Тотенхем хотспур
- Лига шампиона : финалиста 2018/19.

### Атлетико Мадрид
- Првенство Шпаније (1) : 2020/21.

### Њукасл јунајтед
- Лига куп Енглеске (1) : 2024/25.[4] (финалиста 2022/23)

### Енглеска до 19
- Европско првенство у фудбалу до 19 : вицепрвак 2009.

### Енглеска
- Европско првенство : вицепрвак 2020, 2024.